# Pagothenia borchgrevinki
Pagothenia borchgrevinki ist eine Fischart aus der Gattung der Antarktisdorsche, die, wie der Gattungsname schon sagt, im Südlichen Ozean respektive antarktischen Gewässern vorkommt. Die Art kommt im Weddell-Meer, dem Rossmeer, der Davissee, der Vincennes Bay, sowie rund um die Budd-Küste, der Antarktischen Halbinsel, den Südlichen Orkneyinseln und den Südlichen Shetland-Inseln vor in Wassertiefen von der Oberfläche bis hinab zu etwa 550 Metern Tiefe vor, wobei sie sich nur selten unterhalb von 30 Metern Tiefe aufhält. Die Art wurde nach dem norwegischen Naturforscher und Polarreisenden Carsten Egeberg Borchgrevink benannt.
Bekannte Synonyme:
- Trematomus borchgrevinki Boulenger, 1902
- Notothenia hodgsoni Boulenger, 1907

## Lebensweise und Merkmale
Die Tiere dieser Art sind oft an der Unterseite von schwimmenden Eisflächen anzutreffen, wo sie dort lebenden Ruderfußkrebsen und Krillkrebsen nachstellen, und ihrerseits eine wichtige Beute für die Raubfische Gymnodraco acuticeps und Dissostichus mawsoni sowie Pinguin, Robben und kleinere Walen darstellen. Bedingt durch die Umwelt besitzt Pagothenia borchgrevinki Anti-Frost-Proteine im Körper und ist somit gut an Wassertemperaturen unter dem Gefrierpunkt des Wassers angepasst.
Geschlechtsreife Tiere laichen einmal im Jahr, die Art hat eine lange pelagische Larvenphase.
Die Gesamtlänge beträgt bis zu 28 Zentimeter, die Tiere haben eine gelbe Grundfarbe mit dunklen Flecken und Kreuzstreifen am Körper, die Flecken sind gelegentlich auch auf Rücken- und Schwanzflosse ausgeprägt.
- Flossenformel: Dorsale IV–VII, 34–38, Anale 30–35.

Die Art wird nicht kommerziell befischt.